# Jacques Dubrœucq
Jacques Dubrœ(u)cq (Bergen?, 1505? – aldaar, 30 september 1584) was een vooraanstaande Zuid-Nederlandse beeldhouwer en architect uit de 16e eeuw. Hij wordt tegenwoordig beschouwd als een van de belangrijkste kunstenaars van de hoogrenaissance in de Zuidelijke Nederlanden. Toch blijft hij als kunstenaar minder bekend, omdat zijn belangrijkste verwezenlijkingen de tand des tijds niet doorstonden.
De precieze geboortedatum van Dubrœucq is onzeker (ergens tussen 1500 en 1510), maar de Belgische stad Bergen gedacht in 2005 zijn 500e verjaardag. Ook over zijn geboorteplaats bestaat twijfel: sommigen situeren die in Sint-Omaars, anderen in Bergen. Zeker is dat hij vanaf 1535 tot aan zijn dood in deze stad heeft verbleven.

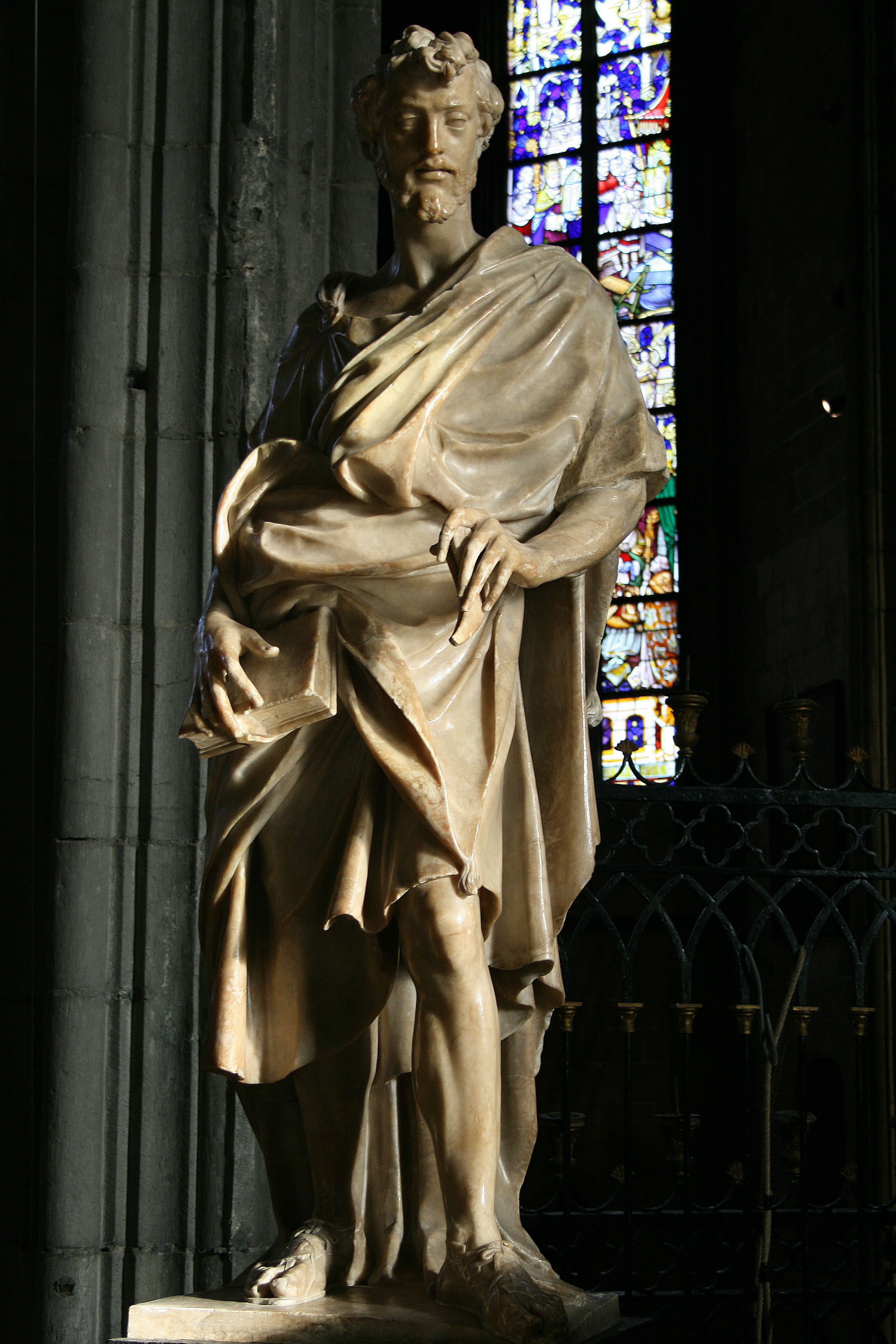
Jacques Dubrœucq, De heilige Bartholomeüs (ca. 1541-1545), Sint-Waltrudiskerk, Bergen

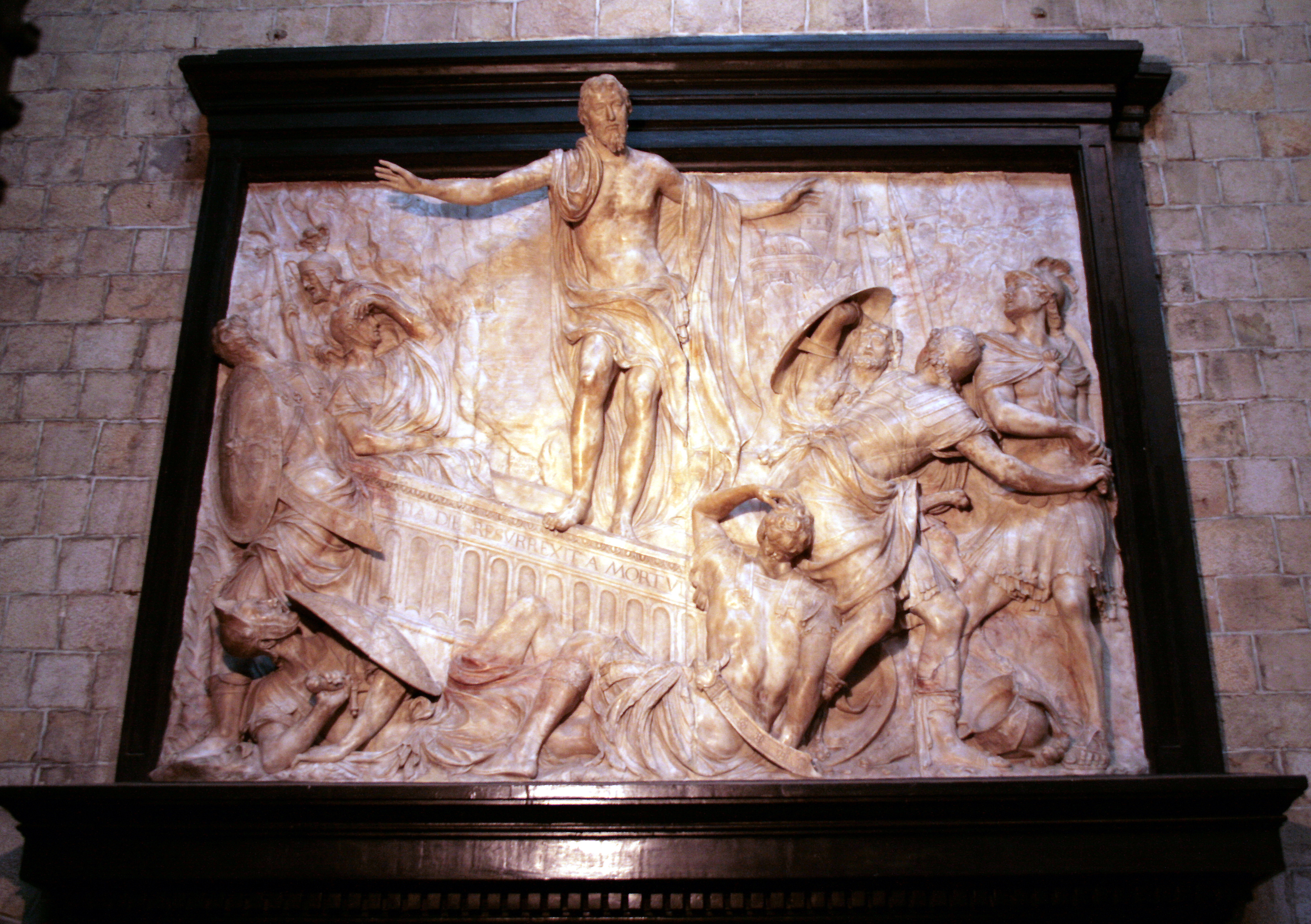
Jacques Dubrœucq, De Verrijzenis (ca. 1541-1545), Sint-Waltrudiskerk, Bergen

Tussen 1530 en 1535 verbleef hij in Italië, waar hij kennis maakte met de renaissance. Hij werd daar in de eerste plaats beïnvloed door het werk van Jacopo Sansovino en Michelangelo. Kort na zijn terugkeer kreeg hij van de kanunnikessen van het Bergense kapittel de opdracht een doksaal in renaissancestijl te bouwen voor de Sint-Waltrudiskerk, waar de (toen voorbijgestreefde) gotiek nog altijd overheerste. Het doksaal zelf werd tijdens de Franse Revolutie vernield, maar enkele losse beelden en bas-reliëfs konden worden gered en zijn her en der opgesteld in de kerk. Tijdens deze werken (die tot 1549 duurden) telde hij onder zijn medewerkers ook een leerjongen, Jean (de) Boulogne, die later naar Italië zou trekken en er als Giambologna aan het hof van de' Medici in Florence roem zou oogsten als een der grootste meesters van het maniërisme.
Naast zijn werk in Bergen kreeg Dubrœucq nog andere voorname opdrachten, voornamelijk in het graafschap Henegouwen. Jean de Hénnin-Liétard, een vertrouweling van keizer Karel V en door deze verheven tot graaf van Boussu, droeg hem op een renaissancekasteel te bouwen, waarvan tijdgenoten (onder meer Lodovico Guicciardini) getuigden dat het mooier was dan het kasteel van Chambord. Dubrœucq kreeg op voorspraak van Jan V van Hénin ook van de landvoogdes Maria van Hongarije de opdracht haar paleis in Binche en haar buitenverblijf Mariemont (in Morlanwelz) te bouwen.
De kastelen van Boussu en Binche kregen regelmatig Karel V en zijn zoon, de latere Filips II van Spanje over de vloer. Die laatste raakte zozeer onder de indruk van deze kastelen dat hij er zijn eigen architect Gaspar de Vega naartoe stuurde om inspiratie op te doen. Deze De Vega zou daarna de bouwwijze ervan imiteren onder meer in zijn koninklijke paleizen van Aranjuez en El Pardo, in de buurt van Madrid. Wegens de noodlottige oorlog die sinds 1551 Karel V en Hendrik II van Frankrijk tegen elkaar in het harnas joeg, was de kastelen van Boussu, Binche en Mariemont echter geen lang leven beschoren: tijdens de inval van de Franse troepen in 1554 werden ze alle drie op bevel van de koning vernield, nog voordat ze helemaal voltooid waren.
Met het vertrek van Maria van Hongarije, alsook door het overlijden van graaf Hénin, verloor Dubrœucq meteen zijn belangrijkste broodheren. Wel zorgde Maria van Hongarije er vóór haar vertrek voor dat hij een royaal pensioen zou krijgen, evenals de begeerde status van maître artiste de sa Majesté l'Empereur (meesterkunstenaar van zijne majesteit de keizer), een titel die hij alleen moest delen met Jean Mone en Pieter Coecke van Aelst. 
Dubrœucq bleef actief als bouwmeester, onder meer bij de bouw van de vestingstad Philippeville (1556) en bij de restauratiewerken in Binche en Mariemont (1560-1565). Hij vergezelde de latere landvoogd graaf Mansfeld als adviseur naar Luxemburg en Diedenhofen, met de bedoeling die Luxemburgse steden beter te verdedigen. Hij ontwierp ook plannen voor de nieuwe stadhuizen van Aat en Antwerpen. In Antwerpen viste hij echter achter het net, want de opdracht werd toevertrouwd aan Cornelis de Vriendt, maar hij bleef aan de werken verbonden als 'consultant'.
Na de capitulatie van Bergen in 1572 werd ook Jacques Dubrœucq verdacht van protestantse sympathieën, omdat hij had gewerkt in dienst van Lodewijk van Nassau. Om aan de ergste vervolgingen te ontsnappen verliet hij tijdelijk de stad. Alleen door openlijk het gedachtegoed van de Reformatie af te zweren kon hij zich redden. Hij werd in deze zaak verdedigd door zijn leerling Giambologna. Als bewijs van zijn trouw aan het katholieke geloof vervaardigde hij voor het hoofdaltaar van de Bergense Sint-Waltrudiskerk een beeld van de heilige Bartholomeus, een duidelijke verwijzing naar de Bartholomeusnacht. Kenners beweren echter dat de beeldhouwer er door enkele subtiele details zijn verholen sympathie voor de reformatie in uitdrukte.
In 1574 overleed zijn echtgenote Jacqueline Leroy, met wie hij in 1545 getrouwd was. Zelf overleed Jacques Dubrœucq zonder wettige erfgenaam. Hij werd op 3 oktober 1584 begraven in de Sint-Waltrudiskerk.